# Węgorzyn (województwo kujawsko-pomorskie)
Węgorzyn – wieś w Polsce położona w województwie kujawsko-pomorskim, w powiecie wąbrzeskim, w gminie Ryńsk. Siedziba sołectwa.
Według podziału administracyjnego Polski obowiązującego w latach 1975–1998, miejscowość należała do województwa toruńskiego. Według Narodowego Spisu Powszechnego (III 2011 r.) liczyła 143 mieszkańców. Jest najmniejszą miejscowością gminy Ryńsk.
We wsi znajduje się murowany dworek zbudowany w drugiej połowie XIX wieku. Wokół dworku znajduje się park oraz XIX-wieczne zabudowania gospodarcze. W parku znajduje się niewykorzystywany obecnie cmentarz ewangelicki.